# 팽창식 고무 댐

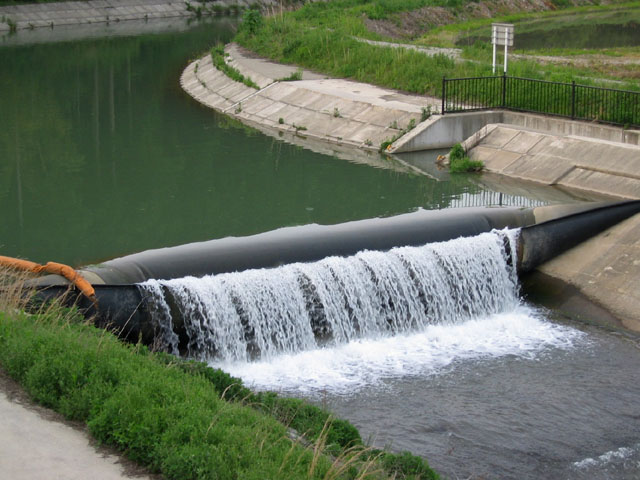
고무 댐

팽창식 고무 댐(inflatable rubber dam)은 내부를 공기 또는 물로 부풀릴 수 있게 고무 또는 화학섬유로 만든 보(洑)이다. 기초공의 간략화, 유지 관리의 용이성, 시공의 용이성, 내부 등침하성 등 장점도 있지만, 수위의 작은 변화에 대응하는 제어가 어려운 점도 있다.

## 팽창식 고무 댐의 예

### 람스폴 발그스투

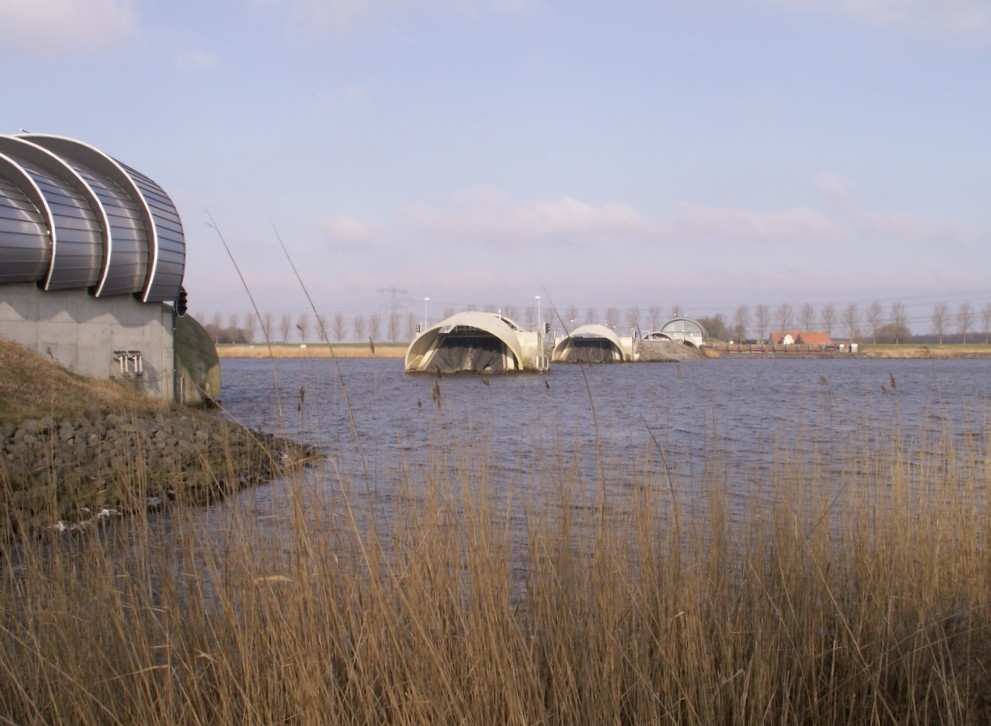
발그스투 람스폴 러버 댐
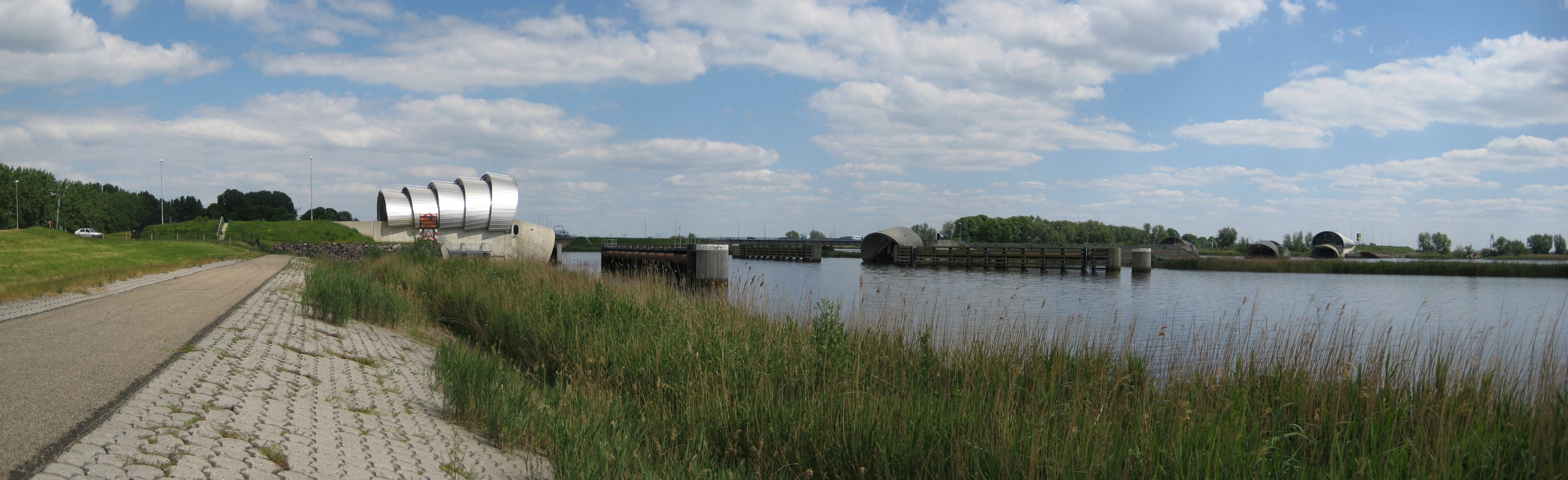
발그스투 람스폴 파노라마
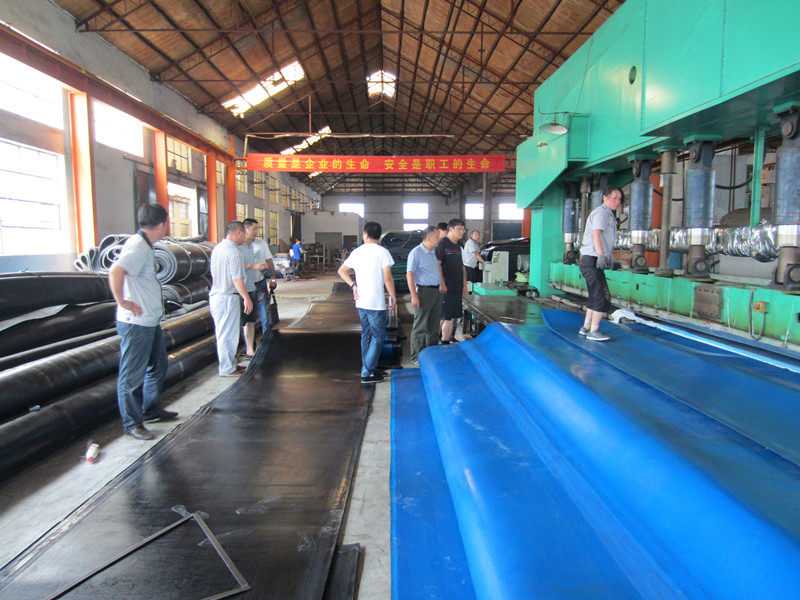
러버 댐 제작
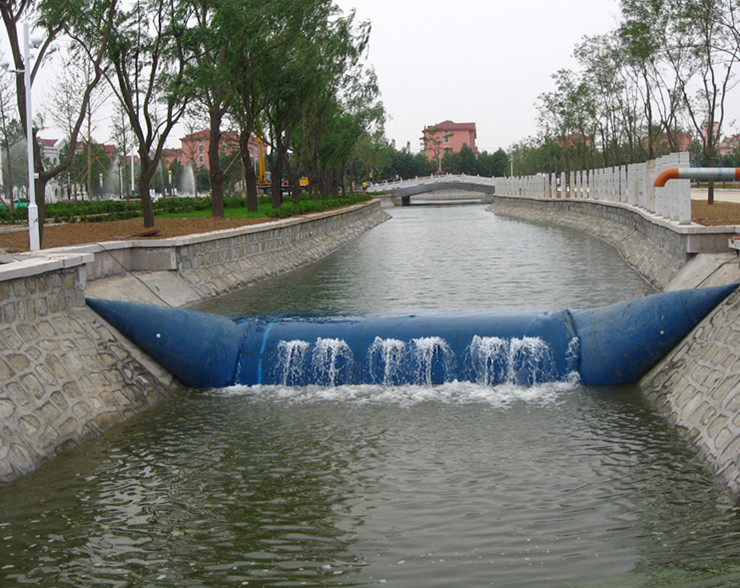
러버 댐 예시

## 같이 보기
- 치아 댐
- 토목 공학